# 妖怪人間貝姆
《妖怪人間貝姆》，是由從1968年10月7日至1969年到3月31日於每週星期一19:30-20:00在富士電視台播放的電視動畫。故事講述主角妖怪人（香港譯：半獸人），為了建立人類和妖怪良好的溝通橋樑而努力消滅一些破壞和平的妖怪，第一作全26集。
相隔了38年，NAS以前作的基本設定為藍本，製作了一輯內容全新的動畫片，由Animax在2006年4月1日開始獨家播放，同年10月7日完結。第二作亦是全26集。

## 第一作

### 主要角色
- 貝姆（配音：小林清志）

在三個妖怪人中，年紀最大，亦常擔任領導者的角色。
- 貝拉（配音：森弘子）

在三個妖怪人中，唯一的女性。
- 貝羅（配音：清水マリ）

在三個妖怪人中，年紀最輕。

## 第二作

### 主要角色
- 貝姆（配音員：井上和彥） （台灣配音員：李香生）

在三個妖怪人中年紀最大，經常在危急時救助貝拉和貝羅，亦常擔任領導者的角色。性格嚴謹認真，一直相信人類能與妖怪融洽相處，並努力地追尋與人類共存的方式。武器是經常攜帶的手杖。
- 貝拉（配音員：山像かおり）    （台灣配音員：鄭仁君）

在三個妖怪人中唯一的女性，照顧三人的日常在生活。正義感比別人強，不論是人或妖怪，幹不正當的事都不能容許。對於他們三人能否真的習慣在一般人的社會中生活，貝拉其實在內心深處開始抱有疑問。武器是纏在手臂上的鞭子。
- 貝羅（配音員：洞內愛）    （台灣配音員：林美秀）

在三個妖怪人中年紀最輕。在第二作中，貝羅的性格活潑好動，對任何新奇的事物都感興趣，在高興時會不由自主地倒立。他十分熱衷於結交新朋友，奈何因其樣子有異於常人(變成人類時亦與常人有明顯分別)，故常遭到別人白眼。就算能結交新朋友，亦常受到其朋友的家人阻攔，使貝羅非常困擾。武器是超群的體能。
- 日向雲英（香港譯：日向綺羅）（配音員：稻村優奈）  （台灣配音員：楊茲珺）

就讀私立小學的四年級，綜合醫院院長的獨生女，具有庇護弱者的領袖特質。大膽的性格使她能夠理智性地捉住事物，並清楚說出自己的意見，但在父母面前卻只能低頭稱是。在第一集中被捲入對妖怪的戰爭，並看到貝羅的真面目，但注意到貝羅的本質不是惡，故特地向貝羅道歉，希望與他成為朋友，是最了解貝羅的人。對貝羅來說，能夠與她成為朋友是意想不到的事。
- 海堂空（配音員：岩橋直哉）  （台灣配音員：劉傑）

在公立小學就讀四年級，有一兄一姊，在家中排最小。相信妖怪的存在，自誇能獨力消滅妖怪，不過在面對真的妖怪時卻膽小如鼠。愛慕年長的女性。初時對貝羅抱著強烈的懷疑心，不過由於受到貝羅多次的幫助而漸漸成為朋友。
- 如月美月（香港譯：如月三月）（配音員：茅原實里）  （台灣配音員：鄭仁君）

公立小學的四年級學生，警戒心很強，怎麼也不對別人放開胸懷。外表雖然軟弱，但固執時會非常固執，貫徹始終實行自己的信念。美月父母在他小時候離婚，故他與父母關係不好，稱呼一起生活的母親為「涼子」。十分喜歡雀鳥。在第四集看到貝羅的真身，雖說知道貝羅不是壞的妖怪，但總不能擺脫他不是人類的事實。
- 三上雄三（配音員：村治學）      （台灣配音員：劉傑）
- 田無幻狼齋（配音員：野島裕史） （台灣配音員：陳旭昇）

### 每集內容
| 集數   | 標題                 | 登場妖怪                                 | 作惡原因                                             | 內容簡介 |
| ------ | -------------------- | ---------------------------------------- | ---------------------------------------------------- | --- |
| 第1集  | 魔界世紀的到來       | 妖怪娃姆                                 | 吸取人類的精氣令其成長                               | 三位妖怪人主角、日向雲英及其父母登場。貝羅與日向雲英在一起拯救被三個男孩欺負的小貓時相識。在妖怪娃姆襲擊時貝羅被雲英看見真身，但雲英亦希望繼續與他做朋友。 |
| 第2集  | 通向地獄的馬車       | 死神使者杜拉漢                           | 在一千億個夜裡帶一百億個靈魂給死神換取自由           | 日向雲英為了重新介紹貝羅給她媽媽認識，打算邀請貝羅參加一年一度的祭典遊行，但雲英最後因要與家人出席演奏會而遲到，更在找貝羅時被死神使者杜拉漢認定為第一百億個靈魂捉住。最後雖然平安無事，但雲英父母卻無心結識貝羅，令貝羅空歡喜一場。                                                                                     |
| 第3集  | 滿月之牙             | 狼人萊肯史諾普                           | 被知道他真正身份的女朋友拋棄                         | 海堂空登場。海堂空在同學面前誇下海口要收服經常出沒襲擊長頭髮少女的狼人，在躲避大雨時在破屋中結識貝拉，言談之間對貝拉產生傾慕之情。第二日，小空在找尋貝拉時，狼人萊肯史諾普真的出現，貝拉在保護小空時遇襲，但最終亦能打敗狼人。                                                                                           |
| 第4集  | 被詛咒的翅膀         | 魔幻之妖赫比                             | 寵物被遺棄而絕望的心情所產生的憤恨                   | 如月美月登場。如月美月與貝羅拯救了被烏鴉襲擊的鸚鵡「小P」，「小P」因誤會其前主人沙也加遺棄牠而受魔幻之妖赫比唆使，其後被赫比吸收而變成妖怪。貝羅為救美月而被美月看見真面目，美月亦因此害怕貝羅。 |
| 第5集  | 小兒科病房           | 妖精印普                                 | 害怕住院的小童要離開醫院而失去朋友                   | 日向雲英邀請貝羅到她父親的醫院調查將要出院的小童病情突然惡化的原因。期間結識了因踢球受傷的海堂空。海堂空忠告雲英不要與外表怪異的貝羅來往，但雲英仍認為貝羅是她要好的朋友。 |
| 第6集  | 被禁止的儀式         | 妖怪梵西                                 | 令別人露出邪惡的本性，從中娛樂自己                   | 轉校生壁谷健人的妹妹壁谷真理在健人生日的一個月前因病逝世。在健人萬念俱灰之時，妖怪梵西突然出現，並慫恿健人舉行被禁止的儀式，從而令真理復活。健人選擇了日向雲英作為儀式用的祭品，成功地進行儀式。貝羅千方百計也無法阻止儀式進行，幸好真理的靈魂在最後關頭出現，表示自己有一個很疼愛她的哥哥已很幸福，並要求健人結束儀式。 |
| 第7集  | 赫蒙克魯斯的眼淚     | 人造生命體赫蒙克魯斯兄妹、魔法獸奇瑪依拉 | 捉拿三位妖怪人，用其作為藥材，延長自己的壽命         | |
| 第8集  | 地下水道的慘劇       | 妖怪列茲多恰普                           | 吸取人血維持生命                                     | |
| 第9集  | 占卜館               | 「嫉妒的女王」薇爾黛芙拉兒               | 無法忍受別人得到幸福，用人類的不幸為她帶來生命之源   | |
| 第10集 | 小妖精們的悲劇       | 泥漿妖精一族                             | 奪回自己被人偷走的寶物                               | |
| 第11集 | 死亡之畫             | 招來死亡的死亡之畫                       | 引誘人類好奇的心，凡是看到它樣子的人都會被吞食其魂魄 | |
| 第12集 | 吸魂吉他             | 吸走別人精氣的吉他妖怪                   | 引誘年輕男孩彈奏，藉此吸收精氣                       | |
| 第13集 | 黑犬獸，暗夜裡的狂吠 | 黑犬獸                                   | 讓人產生幻覺，吸收此人的夢想                         | |

### 歌曲

#### 片頭曲
- 『Justice of darkness ～妖怪人間ベムのテーマ』

歌：きただにひろし （ベム = 井上和彦)

#### 片尾曲
- 『8月の永遠』

歌：吉田美奈子

## 電視劇
2011年10月日本電視台將其拍成真人版，於日本時間星期六晚九時播映。貝姆由KAT-TUN的龜梨和也出演、貝拉則由杏出演、貝羅一角起用鈴木福出演、而北村一輝將會演出電視劇的原創角色。劇本將由2010年4月期同時段播映的《怪物王子》的編劇西田征史執筆。這劇是龜梨自《完美小姐進化論》1年9個月以來再次主演連續劇，這亦是龜梨自《1磅的福音》以來再次主演同一時段的連續劇，劇中副標語「想要快點成為人類」。

### 主要演員

#### 妖怪人間
- 貝姆：龜梨和也

人類原形時樣貌俊俏，在三個妖怪人中常扮演領導角色，經常在危急時救助貝拉和貝羅，性格嚴謹認真，一直相信人類能與妖怪融洽相處，並努力地追尋與人類共存的方式及成為人類方法。武器是經常攜帶的手杖。
- 貝拉：杏

人類原形時樣貌豔麗，在三個妖怪人中唯一的女性，照顧三人的日常在生活。正義感比別人強，不論是人或妖怪，幹不正當的事都不能容許。對於他們三人能否真的習慣在一般人的社會中生活存有極大疑惑，但貝拉內心深處其實極嚮往人類的愛情生活，想成為一般正常女性，武器是纏在手臂上的鞭子。
- 貝羅：鈴木福

人類原形時樣貌可愛，在三個妖怪人中年紀看起來最小，但其實年齡都一樣。貝羅的性格活潑好動，對任何新奇的事物都感興趣，但在過於高興時會現出妖怪原形。他也十分熱衷想結交新朋友，但常受家人的阻攔，使貝羅非常困擾且難過，然而在人類世界中竟然讓貝羅發現了成為人類的秘密，武器是靈敏的鼻子。

### 其他演員

#### 夏目家
- 夏目章規： 北村一輝

優以的父親，是一名警員。
- 夏目菜穂子：堀智榮美

章規的妻子。
- 夏目優以：杉咲花

章規的女兒，把貝羅當成最好朋友。
- 夏目誠：林遼威

優以的哥哥，五年前一場爆炸中死亡。

#### 緒方家
- 緒方小春：石橋杏奈

緒方的孫女。
- 緒方浩靖：縣森魚

大學教授、生物學的權威。
- 町村日出子：廣田玲央名

緒方家的女傭。

#### 其他
- 無姓名的男人（緒方晉作）：柄本明（特別出演

### 主題曲
片頭曲
- 貝姆（龜梨和也）、貝拉（杏）、貝羅（鈴木福）《宇宙の記憶》

片尾曲
- KAT-TUN 《BIRTH》（J-One Records）

### 工作人員
- 原案：ADK
- 劇本：西田征史
- 製作人：河野英裕、大倉寛子、原藤一輝（J Storm）、小泉守（Total Media Communication）
- 導演：狩山俊輔、佐久間紀佳、淺見真史
- 製作協助：Total Media Communication
- 製作：日本電視台

### 獎項
- 第71回日劇學院賞

主演男優賞：龜梨和也
助演女優賞：杏

### 各話資料
| 各話                                                      | 放送日         | 日文標題 | 中文標題                                             | 導演       | 收視率 |
| --------------------------------------------------------- | -------------- | -------- | ---------------------------------------------------- | ---------- | ------ |
| Episode 1                                                 | 2011年10月22日 |          | 生活在黑暗之中的妖怪！在人間甦醒                     | 狩山俊輔   | 18.9%  |
| Episode 2                                                 | 2011年10月29日 |          | 眼淚的秘密……通往人間的妖怪連續行兇                   | 狩山俊輔   | 17.1%  |
| Episode 3                                                 | 2011年11月5日  |          | 絕對不會死！保護人類的妖怪真面目                     | 佐久間紀佳 | 15.8%  |
| Episode 4                                                 | 2011年11月12日 |          | 守護的信息……放火魔貝羅淚之變身!                      | 佐久間紀佳 | 16.7%  |
| Episode 5                                                 | 2011年11月19日 |          | 貝姆貝拉貝羅誕生的秘密……再見了妖怪                   | 狩山俊輔   | 16.2%  |
| Episode 6                                                 | 2011年11月26日 |          | 貝拉戀上爆炸事件的肇事者                             | 淺見真史   | 14.3%  |
| Episode 7                                                 | 2011年12月3日  |          | 與創造我們的父母相見……再次成為人類                   | 狩山俊輔   | 14.9%  |
| Episode 8                                                 | 2011年12月10日 |          | 善良刑事的報復……！另一個妖怪的陷阱                   | 淺見真史   | 13.9%  |
| Episode 9                                                 | 2011年12月17日 |          | 成為人類嗎？還是妖怪？最終決斷                       | 狩山俊輔   | 13.2%  |
| Episode Final                                             | 2011年12月24日 |          | 再見了貝姆、貝拉貝羅…可以成為人類嗎？最後的大決鬥！! | 狩山俊輔   | 14.5%  |
| 平均收視率15.6%（收視率は関東地区・ビデオリサーチ社調べ） |                |          |                                                      |            |        |

## 貝姆
《貝姆》（BEM），是全新的動畫，於2019年7月至10月在東京電視台和其他電視台播出。第4集原定於8月5日（4日午夜）開始連續播出，但由於7月18日發生的京都動畫縱火案而被推遲了兩週。第二和第三集已重播。

## 外部連結
- 妖怪人間ベム・新作版情報ページ（日語）
- 電視劇官方網站（页面存档备份，存于）（日語）

| 台灣 ANIMAX 星期一至星期五晚間九點半至十點 | 台灣 ANIMAX 星期一至星期五晚間九點半至十點 | 台灣 ANIMAX 星期一至星期五晚間九點半至十點 |
| ------------------------------------------ | ------------------------------------------ | ------------------------------------------ |
|                                            | 妖怪人間                                   |                                            |
| 薔薇少女 首播                              | 烈火之炎 重播                              |                                            |

| 日本日本電視台 日本電視台週六連續劇 | 日本日本電視台 日本電視台週六連續劇  | 日本日本電視台 日本電視台週六連續劇 |
| ----------------------------------- | ------------------------------------ | ----------------------------------- |
|                                     | 妖怪人間 （2011.10.22 - 2011.12.24） |                                     |
| 唐吉訶德 （2011.7.9 - 2011.9.24）   | 理想的兒子 （2012.1.14 - 2012.3.17） |                                     |